# Седзро, Эрика
Эрика Седзро (англ. Erica Sedzro; род. 23 декабря 1995) — ганская шоссейная велогонщица.

## Карьера
В 2015 году приняла участие в Африканских играх 2015, проходивших в Браззавиле (Республика Конго). На них выступил в групповой, индивидуальной и командной гонках.
В 2017 году зимой выступила на чемпионате Африки. А летом стала чемпионкой Ганы в индивидуальной гонке.

## Достижения
2017
 Чемпион Ганы — индивидуальная гонка